# Andrzej Kusy
Andrzej Kusy (ur. 11 lipca 1942 w Sanoku, zm. 3 czerwca 1999) – polski inżynier elektronik, profesor nauk technicznych, nauczyciel akademicki Politechniki Rzeszowskiej (PRz).

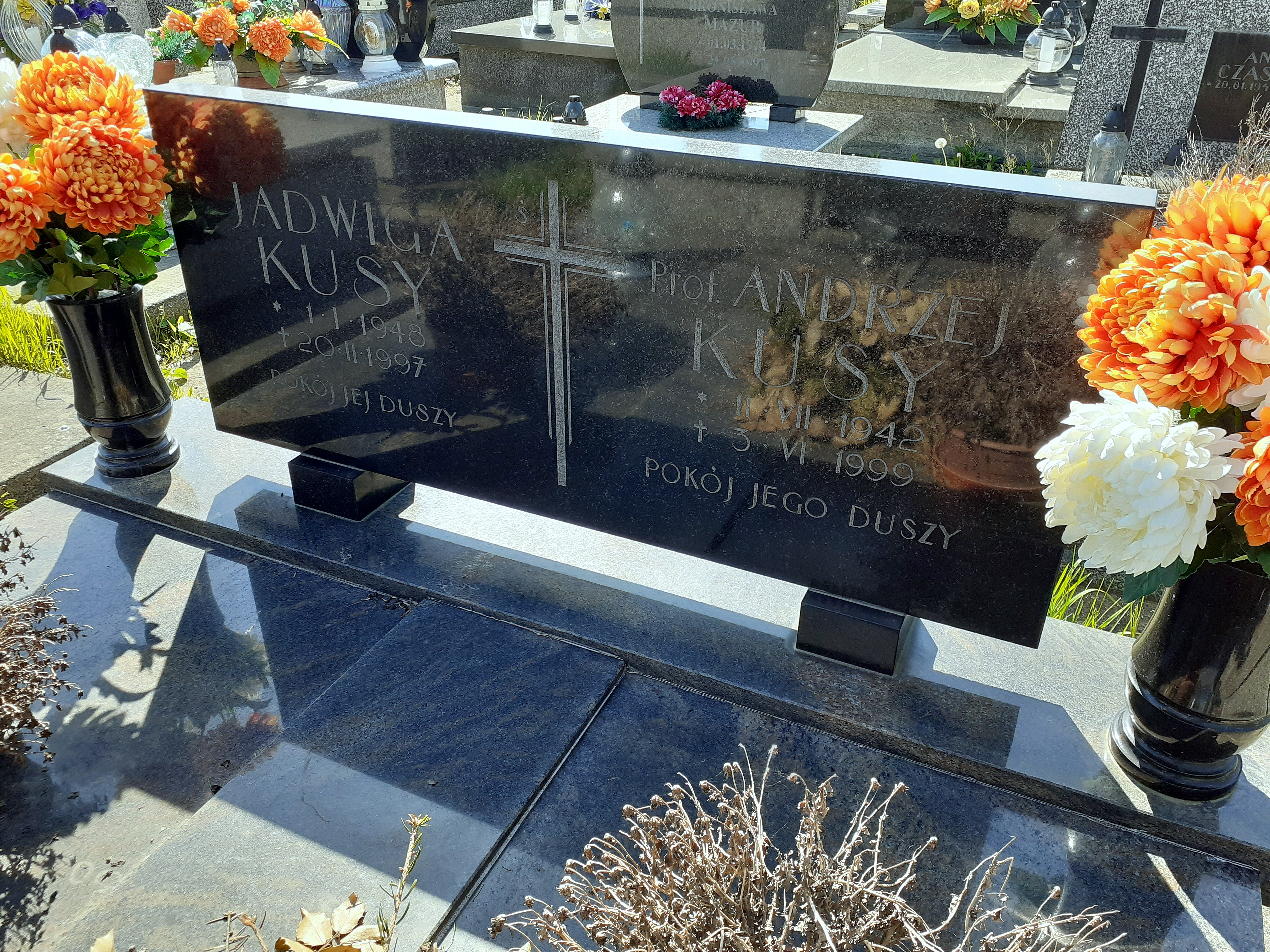
Grobowiec Jadwigi i Andrzeja Kusych

## Życiorys
Był synem wykładowcy Wyższej Szkoły Pedagogicznej w Rzeszowie i nauczycielki szkoły podstawowej. Ukończył I Liceum Ogólnokształcące im. ks. Stanisława Konarskiego w Rzeszowie. Będąc uczniem liceum zajął VI miejsce podczas mistrzostw Polski w łyżwiarstwie szybkim. Ukończył studia na Wydziale Elektroniki Politechniki Gdańskiej. Od 1966 rozpoczął pracę naukową, przyjmując asystenturę w Wyższej Szkole Inżynierskiej w Rzeszowie (obecnie Politechnika Rzeszowska). W 1972 uzyskał doktorat za pracę pt. Struktura i własności rezystywnych warstw grubych na bazie palladu i srebra. W 1975/1976 odbył staż podoktorski pod kierunkiem Roberta W. Vesta na Uniwersytecie Purdue. Stopień doktora habilitowanego nauk technicznych uzyskał na podstawie rozprawy Struktura, mechanizm przewodnictwa oraz szumy 1/f rezystywnych warstw grubych (1979). W 1982 brał udział w badaniach grupy F. N. Hoogego nad szumami 1/f na Uniwersytecie Technicznym w Eindhoven. 14 stycznia 1992 otrzymał tytuł naukowy profesora w dziedzinie nauk technicznych. W 1996/1997 ponownie przebywał na Uniwersytecie Purdue współpracując z Supriyo Dattą.
W latach 1984–1987 pełnił funkcję prodziekana Wydziału Elektrycznego, a w latach 1990–1993 był prorektorem PRz.
W 1982 objął kierownictwo Zakładu (później Katedry) Podstaw Elektroniki PRz. Od momentu zatrudnienia uczestniczył w pracach badawczych z zakresu mechanizmów transportu ładunku elektrycznego i szumów w elementach układów elektronicznych, określenia sieci zastępczej dla warstw RuO2-szkło, opracowania technologii past palladowo-srebrnych przewodzących i rezystywnych, opracowania technologii past wysokostabilnych i niskoszumowych, badania zjawisk określających mechanizm przewodnictwa oraz szumów w systemach heterogenicznych i przyrządach półprzewodnikowych, modelowania systemów heterogenicznych. W ostatnich latach życia koncentrował się na zagadnieniach związanych z opisem mezoskopowych właściwości transportowych materiałów i elementów elektronicznych ze szczególnym uwzględnieniem materiałów o strukturze nieuporządkowanej. Był promotorem pięciu rozpraw doktorskich.
Zmarł 3 czerwca 1999 w wyniku wypadku. Został pochowany na cmentarzu komunalnym Wilkowyja w Rzeszowie.